# Arnold (Califórnia)
Arnold é uma região censodesignada localizada no Estado norte-americano da Califórnia, no condado de Calaveras.

## Geografia
A área total da cidade é de 38,6 km² (14,9 mi²), sendo 38,4 km² (14,8 mi²) de terra e 0,2 km² (0,1 mi²) de água (0,47%).

## Demografia
De acordo com o censo de 2000, a densidade populacional é de 109,9/km² (284,5/mi²) entre os 4218 habitantes, distribuídos da seguinte forma:
- 95,12% caucasianos
- 0,24% afro-americanos
- 0,95% nativo americanos
- 0,50% asiáticos
- 0,12% nativos de ilhas do Pacífico
- 0,71% outros
- 2,37% mestiços
- 3,34% latinos

Existem 1325 famílias na cidade, e a quantidade média de pessoas por residência é de 2,26 pessoas.

## Localidades na vizinhança
O diagrama seguinte representa as localidades num raio de 16 km ao redor de Arnold. 